# ロベーラ (刀剣)

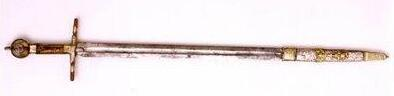
セビリア大聖堂に納められた フェルナンド3世の剣、ロベーラ

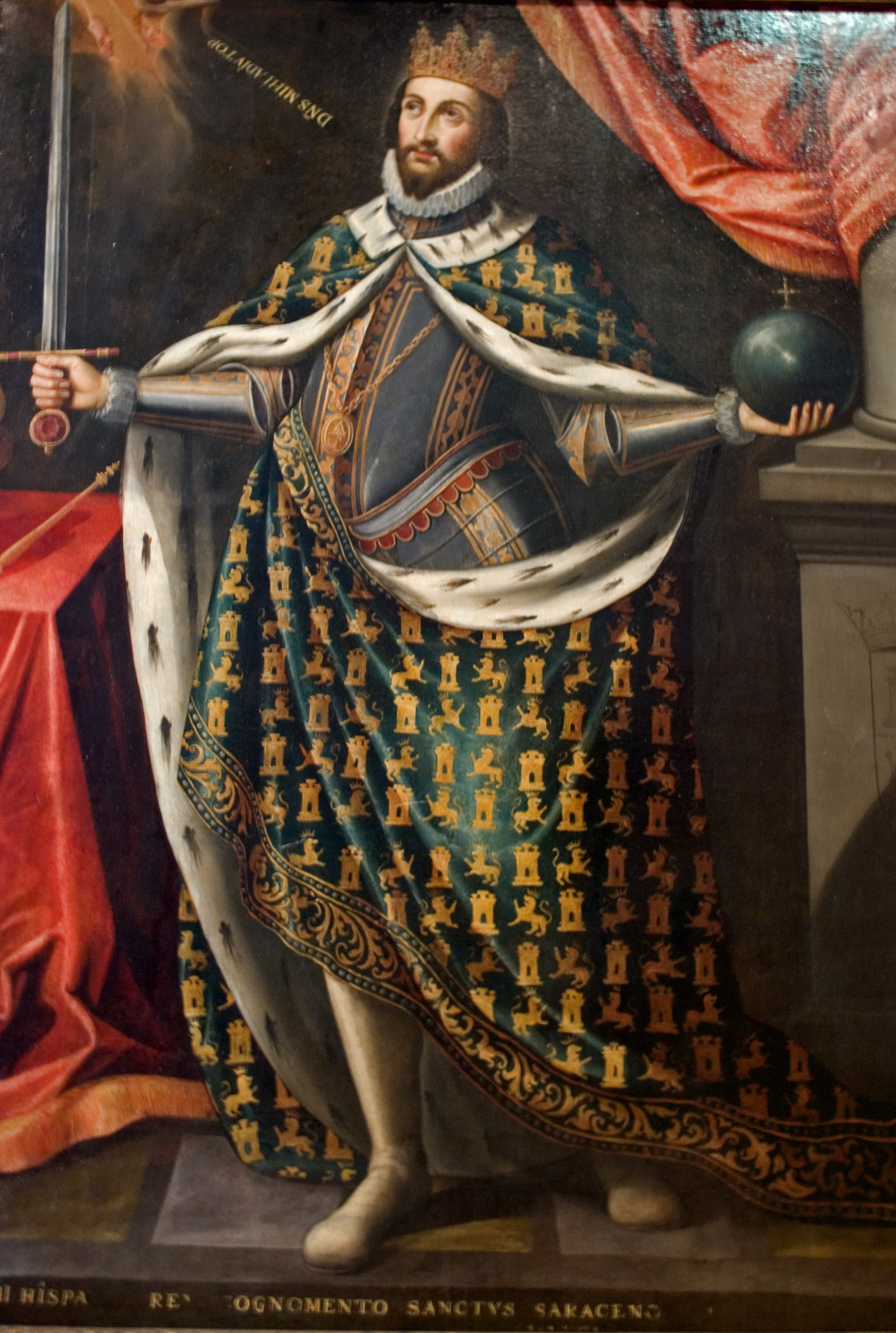
ロベーラと共に描かれたフェルナンド3世

ロベーラ（スペイン語：lobera）は、フェルナンド3世の王権の象徴で伝統的な杖の代わりに剣ロベーラと宝玉を持つ。現在はセビリア大聖堂に納められている。

## 歴史
レコンキスタを成功させ、聖王と言われたフェルナンド3世が剣として帯びていた。
インノケンティウス4世は、彼を「イエス・キリストの無敵の擁護者（invincible champion of Jesus Christ）」と称した。

## 語源
英語版では、ロベーラ（lobera）の意味は「狼狩人」という意味である。もしくは、狼の巣。
スペイン語wikiの説明では、語源が争われている。